# American Wrestling Association
Pour les articles homonymes, voir AWA.
L'American Wrestling Association (AWA) est une fédération américaine de catch située à Minneapolis, Minnesota ayant existé de 1933 à 1991.
Créé sous le nom de Minneapolis Boxing & Wrestling Club en 1933 par Tony Stecher puis dirigé par son fils Dennis cette fédération est un territoire de la National Wrestling Alliance couvrant le Minnesota. Dennis Stecher vend sa fédération à Verne Gagne et Wally Karbo en 1959.
La fédération change alors de nom pour devenir l'American Wrestling Association. Gagne étant alors un champion du monde poids lourds de la NWA non reconnue par le bureau. L'AWA n'est plus membre de la NWA mais continue à reconnaitre le champion du monde poids lourd de la NWA et travaille avec les autres territoires de la NWA.
L'AWA a aussi un camp d'entrainement dans une ferme de Chanhassen où Gagne forme beaucoup de catcheurs dont un grand nombre deviennent célèbre.

## Histoire
Tony Stecher fonde le Minneapolis Boxing & Wrestling Club en 1933. Il est un des membres fondateurs de la National Wrestling Alliance (NWA). C'est dans cette fédération que Verne Gagne commence sa carrière en 1949. En 1952, il cède ses parts dans sa fédération à son fils Dennis et Wally Karbo. Durant les années 1950, Gagne devient un des catcheurs les plus populaires dans le Midwest. Il remporte le championnat du monde poids lourd junior de la NWA et affronte Lou Thesz dans des matchs pour le championnat du monde poids lourd de la NWA. Le 14 juin 1957, Édouard Carpentier bat Thesz dans un match de championnat au meilleur des trois tombés quand ce dernier abandonne sur blessure. Le titre ne change pas de main mais certains promoteurs du Midwest considèrent Carpentier comme étant le « vrai » champion. Il est alors le champion du monde poids lourds de la NWA (version Omaha). Gagne remporte ce titre le 9 août 1959 et demande un match d'unification face à Pat O'Connor sans succès.
Face à ce refus, Verne Gagne s'associe à Karbo et ils rachètent le Minneapolis Boxing & Wrestling Club en 1960. Ils changent le nom pour devenir l'American Wrestling Association (AWA). Ils cessent d'être membre de la NWA mais ils désignent O'Connor comme étant leur premier champion du monde poids lourd de l'AWA le 18 mai et lui laisse 90 jours pour affronter Gagne dans un match de championnat. O'Connor n'affronte pas Gagne qui se proclame champion le 16 août. Les premiers champions du monde par équipe de l'AWA sont Tiny Mills et Stan Kowalski qui détiennent le championnat du monde par équipe de la NWA (version Minneapolis). Il y a aussi une division féminine dont la première championne du monde est June Byers qui comme O'Connor est la championne du monde féminine de la NWA.
Durant les années 1960, l'AWA utilise aussi le championnat du monde poids lourd de la NWA (version Omaha) que Verne Gagne unifie au championnat du monde poids lourd de l'AWA le 7 septembre 1963 après sa victoire face à Fritz Von Erich. Jusqu'en 1975, Gagne est le catcheur vedette comme babyface et est champion du monde à neuf reprises. Ses règnes sont généralement longs et ses rivaux ne sont champions que durant quelques semaines. L'AWA devient une fédération de catch assez populaires et leurs spectacles à Saint Paul et à Saint-Louis sont généralement à guichets fermés. De plus, l'émission All Star Wrestling diffusé sur la chaine télévisée locale WTCN-TV est elle aussi un succès.